# Район Нісі (Хамамацу)
Райо́н Ні́ші (яп. 西区, にしく, МФА: [ɲiɕi̥ ku]) — район міста Хамамацу префектури Сідзуока в Японії.  Площа становить 114,40 км². Станом на 1 серпня 2011 року населення складало 113 352  осіб, густота населення — 991 осіб/км².

Район було реорганізовано та об'єднано у новий район Чюо разом з іншими чотирма районами 1 серпня 2024 року.

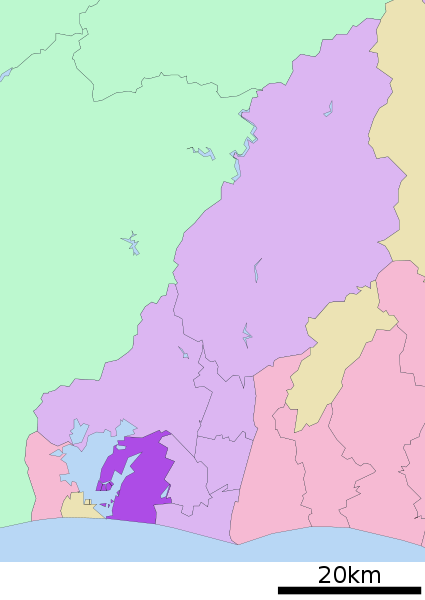